# Shutter Island: Music from the Motion Picture
Shutter Island: Music from the Motion Picture is de soundtrack van de gelijknamige mysteryfilm uit 2010. Het album werd op 2 februari 2010 uitgebracht.

## Inhoud
De film Shutter Island bevat geen originele filmmuziek, maar wel een soundtrack bestaande uit klassieke muziek en popnummers. De nummers voor de soundtrack werden gekozen door de Britse filmcomponist John Powell en rockartiest Robbie Robertson, die met regisseur Martin Scorsese ook samenwerkte aan de soundtracks van onder meer Gangs of New York (2002) en The Departed (2006).
De soundtrack bevat onder meer het nummer "Lontano" van de Hongaars-Oostenrijkse componist György Ligeti. Dit is een muzikale verwijzing naar The Shining (1980), waarin het nummer eveneens te horen is.

### Tracklist
Disc 1
1. "Fog Tropes" (Ingram Marshall) – Orchestra of St. Lukes
2. "Symphony No. 3: Passacaglia - Allegro Moderato" (Krzysztof Penderecki) – Pools Nationaal Radio-Symfonieorkest
3. "Music For Marcel Duchamp" – Philipp Vandré
4. "Hommage à John Cage" – Nam June Paik
5. "Lontano" (György Ligeti) – Wiener Philharmoniker
6. "Rothko Chapel 2" (Morton Feldman) – UC Berkeley Chamber Chorus
7. "Cry" – Johnnie Ray
8. "On The Nature Of Daylight" – Max Richter
9. "Uaxuctum: The Legend Of The Mayan City Which They Themselves Destroyed For Religious Reasons – 3rd Movement" (Giacinto Scelsi) – Weense Radio Symfonie Orkest
10. "Quartet For Strings And Piano In A Minor" (Gustav Mahler) – Prazak Quartet

Disc 2
1. "Christian Zeal And Activity" (John Adams) – San Francisco Symphony Orchestra
2. "Suite For Symphonic Strings: Nocturne" – The New Professionals Orchestra
3. "Lizard Point" – Brian Eno
4. "Four Hymns: II For Cello And Double Bass" – Torleif Thedéen & Entcho Radoukanov
5. "Root Of An Unfocus" – Boris Berman
6. "Prelude - The Bay" – Ingram Marshall
7. "Wheel Of Fortune" – Kay Starr
8. "Tomorrow Night" – Lonnie Johnson
9. "This Bitter Earth"/"On The Nature Of Daylight" – Dinah Washington/Max Richter